# ابراهیم شیوی
ابراهیم بن احمد شیوی دسوقی (؟ -۱۷۹۰) پزشک و شاعر مصری در سدهٔ هجدهم میلادی بود. منظومهٔ شعری «معینة المعانی» را در ۲۰۰۰ بیت دربارهٔ علم پزشکی سرود و نظم آن را در سال ۱۲۰۴ق پایان برد. درگذشت او را حدوداً پس از نگارش این اثر می‌دانند.